# Baixi
Baixi (chin. trad.: 百戲; chin. upr.: 百戏; pinyin: bǎixì; dosł. sto sztuk) – rodzaj chińskich widowisk łączących tradycyjne formy przedstawień taneczno-wokalnych z akrobatyką, żonglerką lub symbolicznymi elementami walki, które pojawiły się w czasach dynastii Han (206 p.n.e.–220 n.e.), choć według niektórych źródeł były znane już w okresie dynastii Qin (221 p.n.e.–206 p.n.e.). 
Pierwotnie baixi nazywano juedi. Przedstawienia baixi wywodziły się ze starożytnych chińskich form, obejmujących pokazy siły i umiejętności, także umiejętności w sztukach walki. Widowiska odbywały się początkowo głównie na dworze cesarskim w stolicy i stosowano w nich efekty dźwiękowe i ruchome dekoracje; organizowano także baixi na wodzie. Za rządów dynastii Tang (618–907) i Północnej dynastii Song (960–1127) baixi rozpowszechniły się i były coraz częściej organizowane poza dworem cesarskim; za panowania dynastii Song (960–1279) baixi cieszyły się szczególną popularnością w armii.